# Alexis Touably Youlo
Alexis Touably Youlo (Béréblo, 17 novembre 1959) è un vescovo cattolico ivoriano, dal 14 ottobre 2006 vescovo di Agboville.

## Biografia
Alexis Touably Youlo è nato a Béréblo il 17 novembre 1959.

### Formazione e ministero sacerdotale
Ha studiato presso il seminario minore "San Domenico Savio" di Gagnoa e presso il seminario "San Giuseppe Mkasa" di Yopougon dal 1978 al 1981. Ha poi proseguito gli studi di filosofia e teologia cattolica presso il seminario maggiore "Sacro Cuore di Maria" ad Anyama fino al 1987. Nel 1995 ha ottenuto la licenza in filosofia a Parigi e nel 2001 il dottorato in diritto canonico a Roma.
L'8 agosto 1987 è stato ordinato presbitero per la diocesi di Gagnoa a Tabou da monsignor Noël Kokora-Tekry. In seguito è stato professore presso il seminario minore "San Domenico Savio" di Gagnoa dal 1987 al 1990 e professore presso il seminario di Yopougon. Nel 1992 si è incardinato nella diocesi di San Pedro-en-Côte d'Ivoire. Ha prestato servizio come vicario parrocchiale della parrocchia della cattedrale di San Pietro a San-Pédro dal 1992 al 1997; professore di filosofia presso il seminario minore "San Pietro" di Daloa dal 1997 al 1999; amministratore parrocchiale della parrocchia di Sant'Andrea a Sassansra dal 2001 al 2002 e vicario generale dal 2003 al 2006.

### Ministero episcopale
Il 14 ottobre 2006 papa Benedetto XVI lo ha nominato primo vescovo della nuova diocesi di Agboville. Ha ricevuto l'ordinazione episcopale il 16 dicembre successivo nella piazza per grandi eventi antistante il Lycée Moderne di Agboville dall'arcivescovo metropolita di Gagnoa Barthélémy Djabla, co-consacranti il vescovo di Yopougon Laurent Akran Mandjo e quello di Cape Palmas Boniface Nyema Dalieh.
Dal giugno del 2011 al 21 maggio 2017 è stato presidente della Conferenza dei vescovi cattolici della Costa d'Avorio.
Nel settembre del 2014 ha compiuto la visita ad limina.
Dal 19 giugno 2018 al 19 febbraio 2023 è stato anche amministratore apostolico di Yamoussoukro.
Il 5 maggio 2022 è stato eletto presidente della Conferenza episcopale regionale dell'Africa occidentale. In precedenza è stato secondo vicepresidente della stessa dal febbraio del 2016 al 5 maggio 2022.

## Genealogia episcopale
La genealogia episcopale è:
- Cardinale Scipione Rebiba
- Cardinale Giulio Antonio Santori
- Cardinale Girolamo Bernerio, O.P.
- Arcivescovo Galeazzo Sanvitale
- Cardinale Ludovico Ludovisi
- Cardinale Luigi Caetani
- Cardinale Ulderico Carpegna
- Cardinale Paluzzo Paluzzi Altieri degli Albertoni
- Papa Benedetto XIII
- Papa Benedetto XIV
- Papa Clemente XIII
- Cardinale Bernardino Giraud
- Cardinale Alessandro Mattei
- Cardinale Pietro Francesco Galleffi
- Cardinale Filippo de Angelis
- Cardinale Amilcare Malagola
- Cardinale Giovanni Tacci Porcelli
- Papa Giovanni XXIII
- Cardinale Bernard Yago
- Arcivescovo Barthélémy Djabla
- Vescovo Alexis Touably Youlo